# Masdevallia wageneriana
Masdevallia wageneriana là một loài lan được tìm thấy ở Colombia into miền bắc Venezuela.

## Hình ảnh

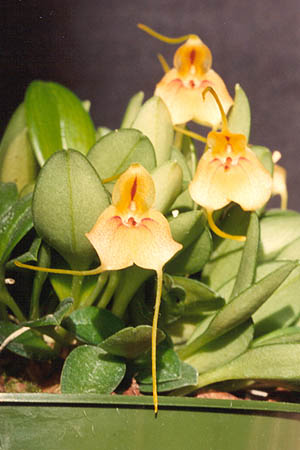
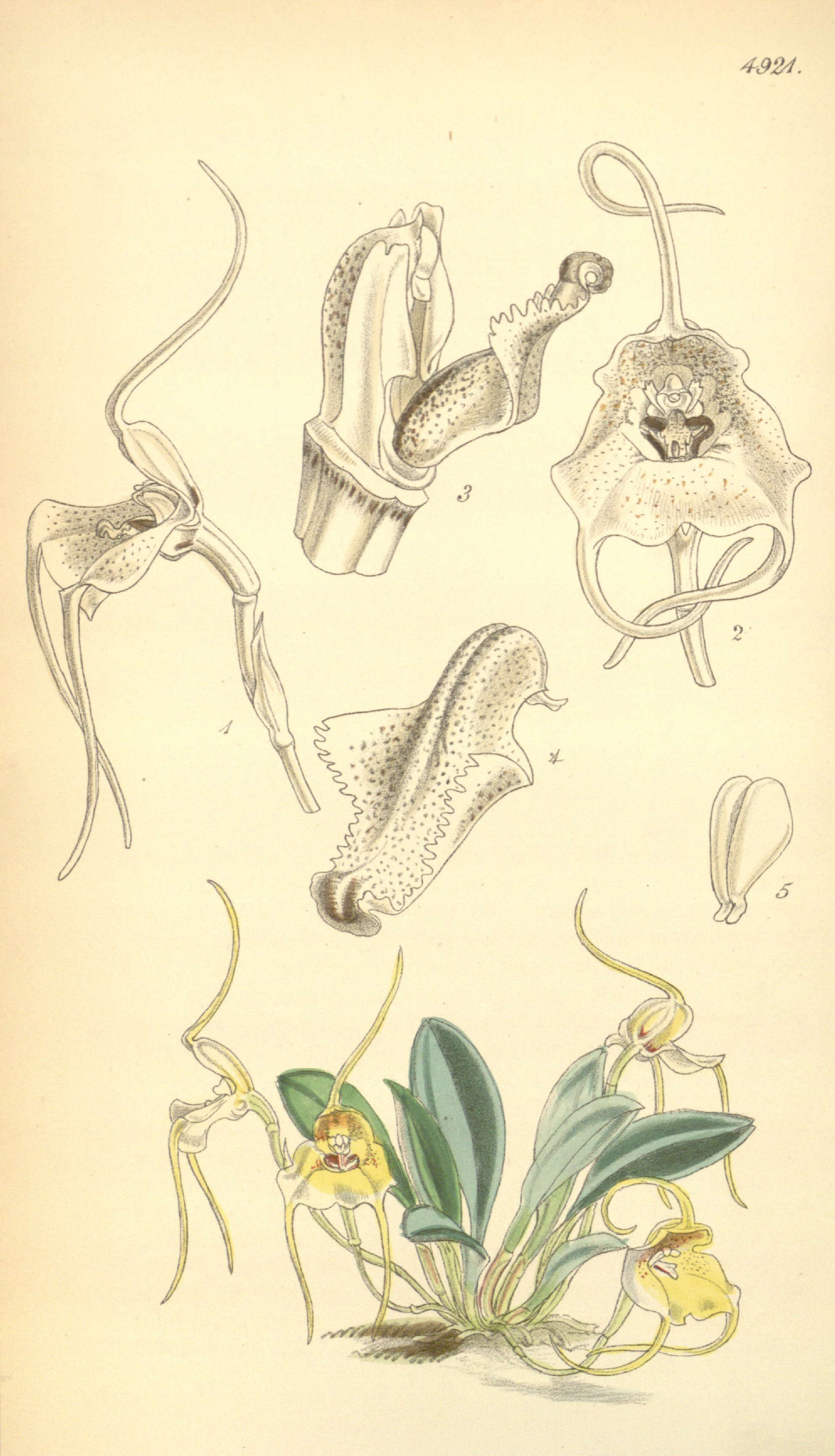
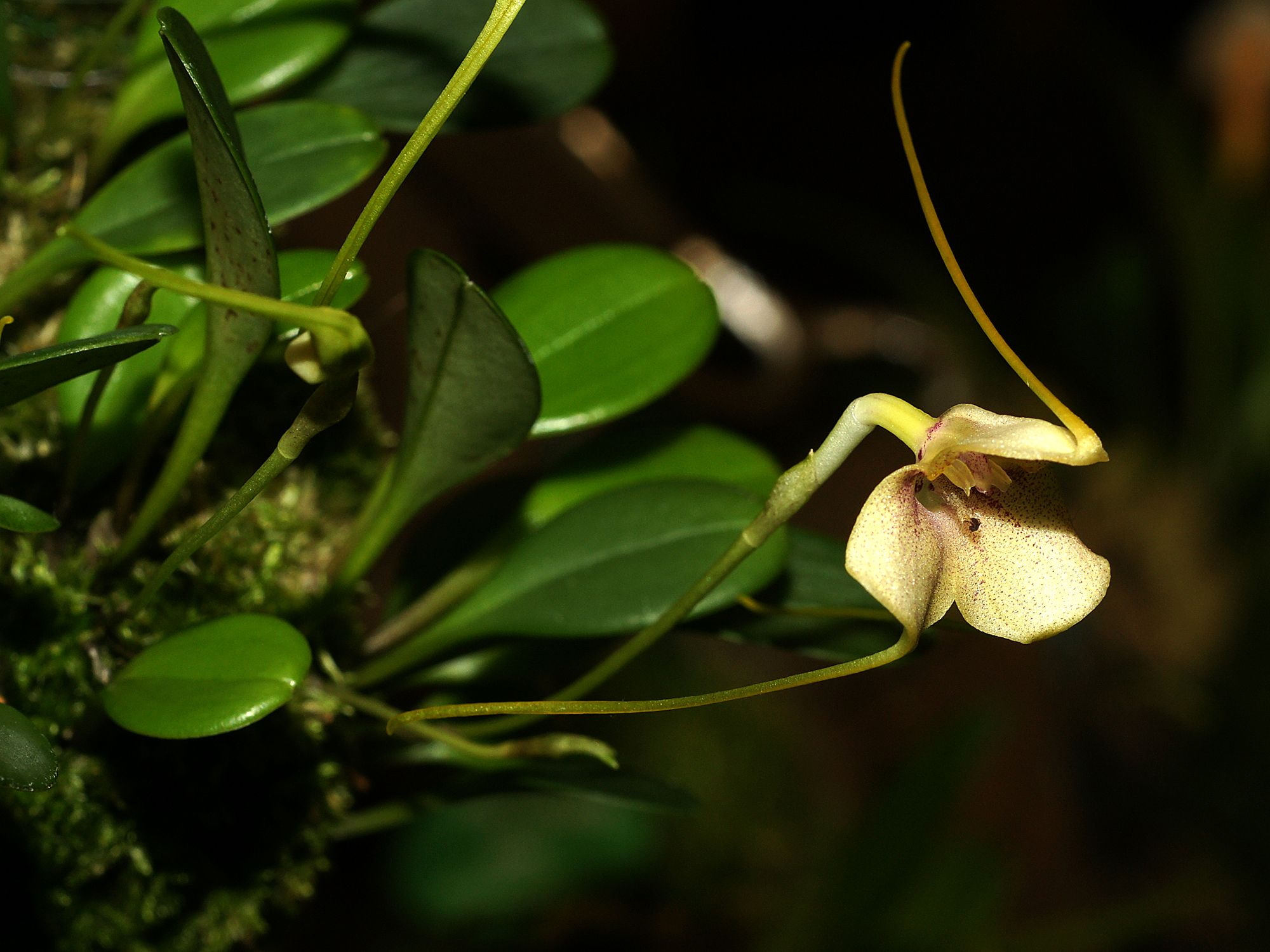
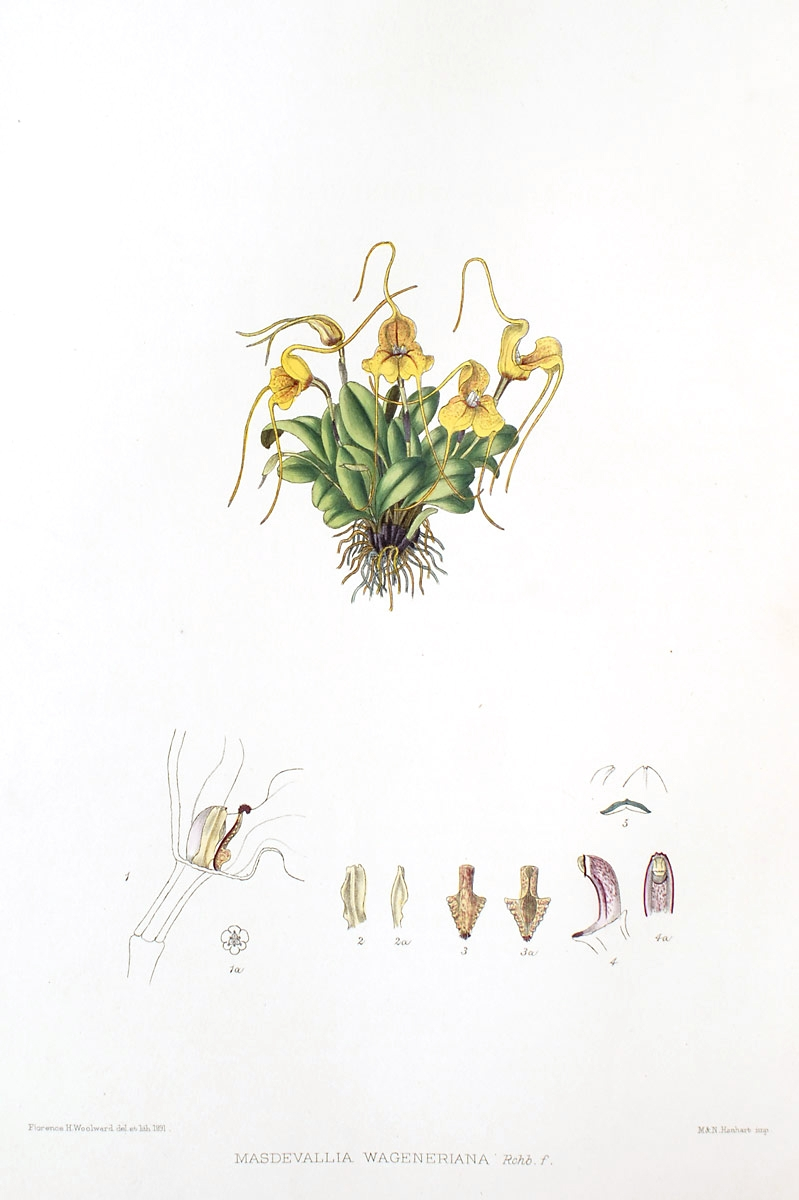